# John Younger
John Harrison Younger (1851. – 1874.) bio je am. odmetnik iz James-Youngerove bande i jedan od braće Youngera.
Rodio se 1851. kao jedanaesto od četrnaest djece Henryja Washingtona Youngera i Bershebae Leighton Fristoe. John i njegov brat Bob Younger bili su premladi da bi se pridružili gerilcima u građanskom ratu pa su stoga ostali u svom domu štititi majku i sestre. Već odrastao, John se nekoliko puta sukobio s vlastima, pa je obitelj odlučila preseliti u Teksas tražeći mirniji život. Nakon majčine smrti, braća Younger odlučuju ju sahraniti u rodnom Missouriju (svi osim Colea Youngera). Zbog sve učestalijih okršaja s vlastima, braća Younger često mijenjaju prebivališta na relaciji Missouri-Texas. 20. siječnja 1871., John Younger ubio je 2 šerifova službenika u Teksasu. 1873. pridružuje se James-Youngerovoj bandi. 17. ožujka 1874., koban je datum za Johna Youngera. Naime, na taj dan John i njegov brat Jim uputili su se nekim prijateljima u Roscoe u Missouriju. Putem su naišli na nepoznate ljude koji su ih upitali za smjer. Sumnjajući da su to zapravo detektivi, Youngeri započinju pucnjavu i ona završava pogubno za Johna koji biva ranjen u vrat. Brat Jim Younger ga je odmah nakon toga zakopao negdje kraj ceste kako bi spriječio vlasti da ga iskopaju i istraže slučaj. Kasnije ga je iskopao i sahranio na lokalno groblje u neoznačen grob.